# آرماندو کولافرانچسکو
آرماندو کولافرانچسکو (انگلیسی: Armando Colafrancesco؛ زادهٔ ۴ اکتبر ۱۹۵۱) بازیکن فوتبال اهل ایتالیا است.
از باشگاه‌هایی که در آن بازی کرده‌است می‌توان به باشگاه فوتبال آولینو، باشگاه فوتبال آ.اس. رم، و باشگاه فوتبال روبور سیه‌نا اشاره کرد.